# ナターシャ・ハント
ナターシャ・ハント（Natasha Hunt、1989年3月21日 - ）は、イングランドの女子ラグビー選手。

## プロフィール
- イングランド・グロスター出身[1]。
- ポジションはスクラムハーフ(SH)、センター(CTB)。
- 身長 165cm、体重 62kg
- 7人制イングランド代表に選ばれたことがある[2]。
- ワールドカップ2014・2017のイングランド代表に選ばれた[3]。

## 略歴
2016年、リオ五輪の7人制イギリス代表に選ばれた。
2021年、東京五輪の7人制イギリス代表に選ばれた。